# Lupionópolis

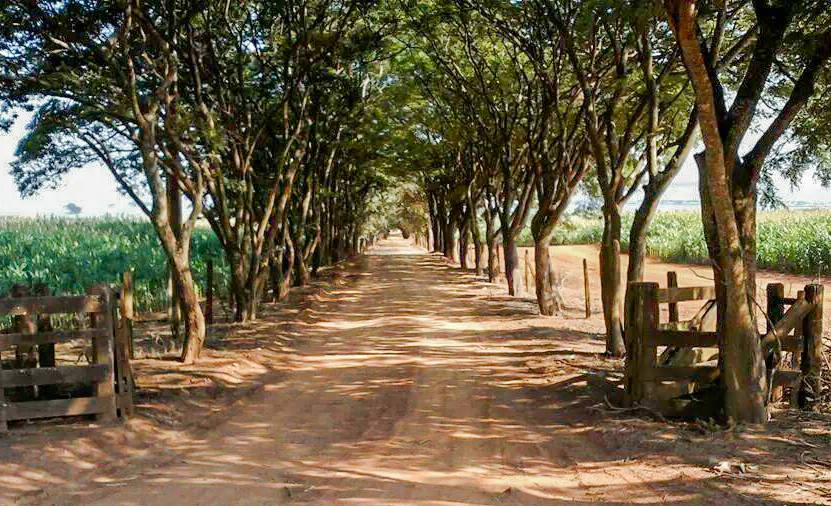
Allée d'arbres à Lupionopolis en 2014

Lupionópolis est une municipalité brésilienne située dans l'État du Paraná.

## Curiosités
- En 2023, l'auteur-compositeur-interprète italien Peppe Voltarelli a publié un disque intitulé La grande corsa verso Lupionòpolis (La grande course vers Lupionòpolis).